# Levantamento topográfico
O levantamento topográfico consiste na representação - planimétrica ou planialtimétrica - em carta ou planta dos pontos notáveis assim como dos acidentes geográficos e outros pormenores de relevo de uma porção de terreno. O levantamento planimétrico considera características em 2D do terreno (divisas, muros e edificações) e é empregado em processos de regularização imobiliária e aferição de área. Já o levantamento planialtimétrico considera características 2D e 3D do terreno, incluindo árvores, vegetação em geral, relevo com curvas de nível, divisas, muros e edificações.